# Katedra Zaśnięcia Najświętszej Maryi Panny w Voskopojë
Katedra Zaśnięcia Najświętszej Maryi Panny (alb. Kisha e Shën Marisë) – prawosławna cerkiew we wsi Voskopojë, Gmina Voskopojë, okręg Korcza, w Albanii. Katedra znajduje się na terenie kompleksu otoczonego murem. Prowadzi do niej droga poprzez bramę, nad którą zbudowana jest trzypiętrowa kamienna dzwonnica. Jest największą z zachowanych cerkwi w Voskopojë. W latach świetności na początku XVIII wieku, obok znajdowała się tymczasowa rezydencja biskupów oraz kaplica świętych Kosmy i Damiana. Świątynia mogła pomieścić 1000 osób.

## Historia
Kompleks został zbudowany w latach 1694–1699 jako trójnawowa bazylika. Kościół został ozdobiony freskami w 1712 przez trzech greckich malarzy – Theodora, Anagnosta i Steriana z Agrafy. Wieża dzwonnicy została dobudowana do kompleksu w 1887 przez mistrzów  Niko, Koli i Anastas Veria. Położony od wschodu narteks oraz południowe arkady uległy prawie całkowitemu zniszczeniu w czasie trzęsienia ziemi w 1960. Zachował się tylko niewielki fragment arkad, na ścianach których pozostały fragmenty fresków.
Po ogłoszeniu w 1967 przez Envera Hodżę „Rewolucji Ideologicznej i Kulturalnej” i ogłoszenia Albanii pierwszym na świecie państwem ateistycznym, rozpoczęły się represje wobec wszystkich wspólnot religijnych i Kościołów w Albanii. Obiekty sakralne przejęło państwo, większość z nich zostało zdewastowanych, a nawet zburzonych. Katedra przetrwała, jednak wspaniałe freski oraz prawie całe jej wyposażenie uległo zniszczeniu i rozgrabieniu.
W 1948 obiekt został wpisany na listę religijnych zabytków kulturowych Albanii (Objekte fetare me statusin Monument Kulture).